# Potrerillos (El Paraíso)
Potrerillos – gmina (municipio) w południowym Hondurasie, w departamencie El Paraíso. W 2010 roku zamieszkana była przez ok. 3,7 tys. mieszkańców. Siedzibą administracyjną jest miejscowość Potrerillos.

## Położenie
Gmina położona jest w zachodniej części departamentu. Graniczy z 3 gminami:
- Morocelí od zachodu i północy,
- Jacaleapa od wschodu,
- Yuscarán od południa.

## Miejscowości
Według Narodowego Instytutu Statystycznego Hondurasu na terenie gminy położone były następujące wsie:
- Potrerillos
- El Junquillo
- El Limoncillo
- Las Crucitas
- Las Delicias
- Loma de Enmedio
- Lomanillos
- Sabana Redonda

## Demografia
Według danych honduraskiego Narodowego Instytutu Statystycznego na rok 2010 struktura wiekowa i płciowa ludności w gminie przedstawiała się następująco:
| Wiek        | 0–3 | 4–6 | 7–12 | 13–17 | 18–24 | 25–64 | 65+ | razem |
| Potrerillos | 410 | 284 | 628  | 403   | 405   | 1 354 | 231 | 3 715 |
| Mężczyźni   | 201 | 136 | 348  | 227   | 202   | 684   | 109 | 1 907 |
| Kobiety     | 209 | 148 | 280  | 176   | 203   | 671   | 122 | 1 808 |